# Andrzej Olszówka
Andrzej Olszówka (ur. 1935 w Warszawie, zm. w styczniu/lutym 2024) – polski dyplomata i prawnik; konsul generalny w Nowym Jorku (1985–1989), ambasador w Kenii (1997–2003).

## Życiorys
Andrzej Olszówka ukończył prawo ze specjalnością prawo międzynarodowe na Uniwersytecie Warszawskim (1958). Uzyskał uprawnienia radcy prawnego. W 1956 zatrudniony w Ministerstwie Spraw Zagranicznych. Pracował m.in. jako wicekonsul w Konsulacie Generalnym w Chicago (1964–1968), zastępca stałego przedstawiciela Polski przy Biurze ONZ i innych organizacjach w Genewie (1975–1980), Konsul Generalny w Nowym Jorku (1985–1989), doradca Ministra (1989–1990), wicedyrektor Departamentu Prawnego w Ministerstwie Współpracy Gospodarczej z Zagranicą (1990–1993). Następnie był wiceprzewodniczącym Komisji ONZ ds. Międzynarodowego Prawa Handlowego UNCITRAL (1992–1993), doradcą prezesa Banku Rozwoju Eksportu SA (1993–1996), stałym przedstawicielem Polski przy Programie ONZ ds. Ochrony i Środowiska UNEP oraz przy Centrum ONZ ds. Osiedli Ludzkich HABITAT. Ambasador RP w Kenii od 6 czerwca 1997 do 2002.
Szachista, członek PTTK. Pochowany na Cmentarzu Czerniakowskim w Warszawie.